# Palazzo Calefati di Canalotti
Il Palazzo Calefati di Canalotti è un palazzo storico di Caltanissetta, appartenuto alla famiglia Calefati di Canalotti.

## Storia
Venne costruito nel XVIII secolo per volere della famiglia Calefati, nel quartiere di San Rocco, poiché dopo aver acquistato il grande feudo di Canalotti (tra Mazzarino e Gela) ebbero bisogno di una dimora vicina ad esso. I Calefati erano di origine messinese ma vivevano a Palermo. Nella costruzione del palazzo vollero ispirarsi ai lussuosi palazzi palermitani, seguendo perciò la moda rococò. I proprietari originali cedettero in seguito il palazzo alla famiglia Scrofani-Cammarata, per poi passare in mano alla Federazione Cattolica. Dal 1940 è la sede della Cassa Rurale “San Michele”, che oggi è divenuta BCC G. Toniolo e San Michele. Originariamente l'ingresso al palazzo avveniva lateralmente, oggi invece si entra dal corso Umberto I.

## Descrizione
Dall'esterno si erge come un blocco unico a due elevazioni. Dalla superficie muraria emerge lo schema di risalti verticali che scandiscono il fronte, che vengono conclusi da un cornicione. Tra gli elementi decorativi troviamo le mostre delle aperture, inquadrate da beccatelli, sormontati da frontone retto risaltato e le ringhiere dei balconi che hanno la particolare forma a "petto di colomba". Originariamente una delle aperture del primo livello era ad arco a tutto sesto, ma col passare degli anni è stata modificata e ad oggi è di forma rettangolare. Nel piano nobile troviamo l’unico esempio di interno gentilizio di stile barocchetto rococò di Caltanissetta: un salone rettangolare definito da una volta con una specchiatura centrale, contenente l’affresco di "Rebecca ed Eliazar", sottolineata da un motivo decorativo, e due ovali contenenti altri affreschi. Nella stessa sala è collocato una statua raffigurante San Michele, a cui è intitolata la banca, nonché patrono della città. La volta è decorata inoltre da angeli, angioletti, mezzibusti a rilievo e stemmi della famiglia in stucco. Nelle pareti laterali si aprono quattro aperture con sopraporte intagliate, con episodi biblici dipinti ad olio, all’interno di specchiature mistilinee con festoni e volute, sovrastate da frontoni ondulati. Lo stesso schema decorativo è presente nelle porte del salone adiacente; mentre le sopraporte della parete ovest del salone principale presentano dipinti entro cornici ovali. L’autore degli affreschi datati 1747, e delle pitture dei sopraporta è Luigi Borremans, figlio del famoso Guglielmo. Del Borremans vi sono anche altri due dipinti che in origine erano conservati in questo palazzo, ma adesso sono collocati presso il Museo Diocesano di Caltanissetta. Si pensa che l'edificio originale fosse più grande dell'attuale e comprendeva una zona dell'adiacente palazzo Amari. L'ingresso al piano nobile era infatti consentito attraverso una scalinata adiacente l'androne, dove oggi sorge il palazzo Amari.